# 王定六

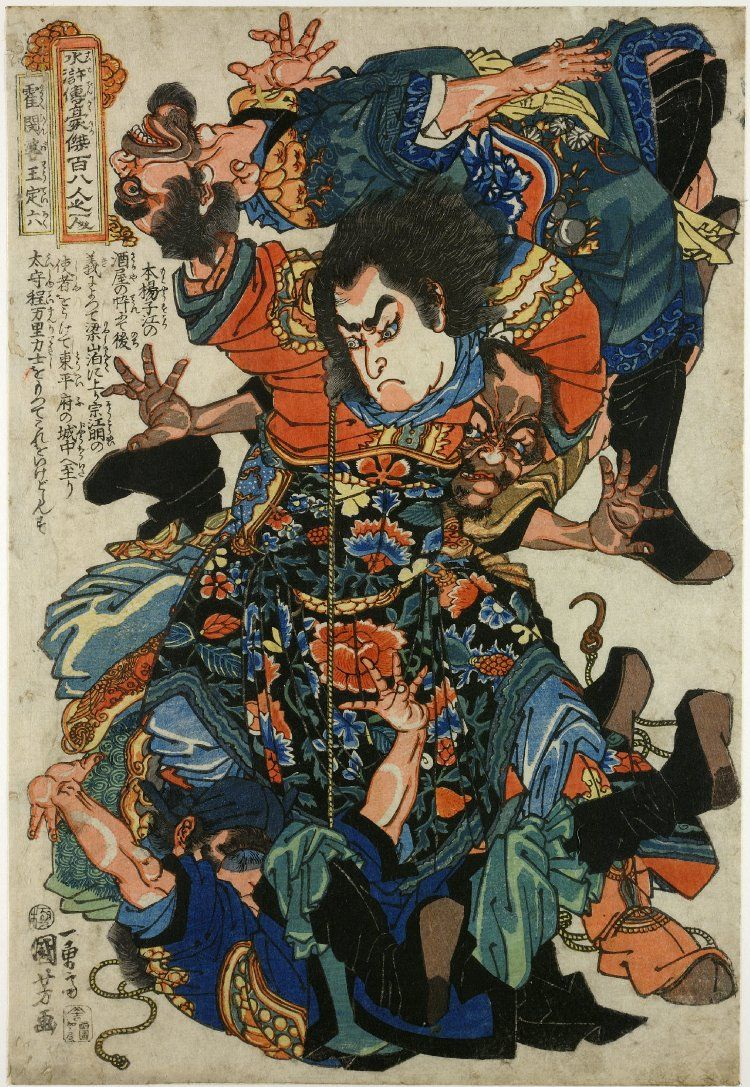
王定六

王 定六（おう ていろく）は、中国の小説で四大奇書の一つである『水滸伝』に出てくる登場人物。梁山泊第百四位の好漢で、地劣星の生まれ変わり。渾名は活閃婆（かっせんば）で、足の速さから稲妻の神という意味を持つこの名が付いた。

## 生涯
建康府近くで父とともに居酒屋を営んでいたが、安道全を迎えに行く途中の張順が、追剥の截江鬼の張旺と油中鰍の孫五に襲われて、立ち寄った居酒屋で出会い、張旺に対する報復を手伝い、父とともに張順と安道全に同行して梁山泊に加わる。梁山泊では北山酒店を担当して、情報収集にあたる。梁山泊の首領を決めるため、宋江と盧俊義が東平府・東昌府を攻めた際に宋江陣営に加わり、宋江からの挑戦状を東平府へ届けた。王慶討伐では敵将・畢先を討ち取る手柄を立てた。方臘討伐の際に、宣州攻めで毒矢に当たって戦死した。
| スタブアイコン | サブスタブ | この項目は、まだ閲覧者の調べものの参照としては役立たない、文学に関連した書きかけの項目です。この項目を加筆・訂正などしてくださる協力者を求めています（P:文学、PJ:ライトノベル）。項目が小説家・作家の場合には{Writer-substub}を、文学作品以外の本・雑誌の場合には{Book-substub}を貼り付けてください。 |